# Comunidad de comunas del Vallespir
La Comunidad de comunas del Vallespir (Communauté de communes du Vallespir en francés), es una estructura intercomunal francesa situada en el departento de los Pirineos Orientales de la Región de Occitania en Francia.

## Historia
Fue creada el 20 de diciembre de 1996 con la unión de diez de las catorce comunas del antiguo cantón de Céret, y que actualmente pertenecen, ocho al nuevo cantón de Vallespir-Albères y dos al nuevo cantón del Canigou.

## Nombre
Debe su nombre a que las diez comunas se hallan situadas en la comarca de Vallespir, antiguo vizcondado catalán del departamento de Pirineos Orientales.

## Composición
La Comunidad de comunas reagrupa 10 comunas:
| Comuna                  | Código INSEE | Cantón            | Población (2012) | Superficie (km²) | Densidad (hab./km²) |
| ----------------------- | ------------ | ----------------- | ---------------- | ---------------- | ------------------- |
| Céret                   | 66049        | Vallespir-Albères | 7621             | 37,86            | 201                 |
| L'Albère                | 66001        | Vallespir-Albères | 82               | 17,10            | 4,8                 |
| Le Boulou               | 66024        | Vallespir-Albères | 5520             | 14,42            | 383                 |
| Le Perthus              | 66137        | Vallespir-Albères | 580              | 4,27             | 136                 |
| Les Cluses              | 66063        | Vallespir-Albères | 260              | 8,91             | 29                  |
| Maureillas-las-Illas    | 66106        | Vallespir-Albères | 2679             | 42,10            | 64                  |
| Reynès                  | 66160        | Canigó            | 1246             | 27,56            | 45                  |
| Saint-Jean-Pla-de-Corts | 66178        | Vallespir-Albères | 2045             | 10,62            | 193                 |
| Taillet                 | 66199        | Canigó            | 126              | 10,02            | 13                  |
| Vivès                   | 66233        | Vallespir-Albères | 172              | 11,07            | 16                  |

## Competencias
La comunidad es un organismo público de cooperación intercomunal.
Sus recursos provienen del impuesto sobre los rendimientos del trabajo único, del sistema de contribuciones que se aplica a los residuos y asignaciones y subvenciones de diversos socios.
Sus competencias en general se centran en el desarrollo económico, medio ambiental, de empleo y los servicios comunitarios a los habitantes:
- Ordenación del Territorio
  - Plan de Coherencia Territorial (SCOT, en francés) (a título obligatorio).
  - Plan Sectorial (a título obligatorio).
- Desarrollo y organización económica
  - Acción de desarrollo económico de las actividades industriales, comerciales o de empleo, (apoyo de las actividades agrícolas y forestales...) (a título obligatorio).
  - Creación, organización, mantenimiento y gestión de zonas de actividades industriales, comerciales, terciario, artesanal o turístico (a título obligatorio).
- Desarrollo y organización social y cultural
  - Actividades culturales y socioculturales (a título facultativo).
  - Actividades deportivas (a título facultativo).
  - Construcción y/u organización, mantenimiento, gestión de equipamientos o establecimientos culturales, socioculturales, socioeducativos, deportivos… (a título optativo).
  - Transporte escolar (a título facultativo).
- Medio ambiente
  - Saneamiento no colectivo (a título facultativo).
  - Recogida y tratamiento de los residuos urbanos y asimilados (a título optativo).
  - Protección y valorización del Medio Ambiente (a título optativo).
- Vivienda y hábitat
  - Programa local del hábitat (a título optativo).
- Servicio de vías públicas
  - Creación, organización y mantenimiento del servicio de vías públicas (a título optativo).
- Otros
  - Adquisición comunal de material (a título facultativo).
  - Informática, Talleres vecinales (a título facultativo).